# Acid gondoic
Acidul 11-eicosenoic (denumit și acid gondoic) este un acid gras omega-9 mononesaturat (MUFA) cu notația 20:1 cis-9. Este regăsit într-o varietate de uleiuri vegetale, cât și în nuci. Conținut mare de acid gondoic se află în uleiul de jojoba.
Izomerii săi sunt: acid gadoleic (9-eicosenoic) și acid paulinic (13-eicosenoic).